# Tatjana Bondariewa
Tatjana Borisowna Kiriłłowa z d. Bondariewa (ros. Татьяна Борисовна Кириллова z d. Бондарева) – rosyjska biegaczka narciarska, pięciokrotna medalistka mistrzostw świata juniorów.

## Kariera
W 1986 roku wystąpiła na mistrzostwach świata juniorów w Lake Placid, gdzie była między innymi piąta w biegu na 5 km techniką klasyczną, a w sztafecie zdobyła srebrny medal. Na rozgrywanych rok później mistrzostwach świata juniorów w Asiago zdobyła złote medale w obu tych konkurencjach. Ponadto podczas mistrzostw świata juniorów w Saalfelden w 1988 roku była najlepsza na 5 km, a w sztafecie ponownie zajęła drugie miejsce.
W Pucharze Świata pierwsze punkty zdobyła 15 marca 1987 roku w Kawgołowie, zajmując 10. miejsce w biegu na 10 km klasykiem. Jeszcze kilkakrotnie startowała w zawodach tego cyklu, jednak nigdy nie poprawiła tego wyniku. W klasyfikacji generalnej sezonu 1989/1990 zajęła 27. miejsce. W 1989 roku wystąpiła na mistrzostwach świata w Lahti, zajmując jedenastą pozycję w biegu na 15 km klasykiem.
Jej mężem jest były biegacz narciarski Andriej Kiriłłow.

## Osiągnięcia

### Mistrzostwa świata
| Miejsce | Dzień     | Rok  | Miejscowość | Konkurencja             | Czas biegu | Strata  | Zwyciężczyni     |
| ------- | --------- | ---- | ----------- | ----------------------- | ---------- | ------- | ---------------- |
| 11.     | 21 lutego | 1989 | Lahti       | 15 km stylem klasycznym | 47:46,6    | +2:29,9 | Marjo Matikainen |

### Mistrzostwa świata juniorów
| Miejsce | Dzień     | Rok  | Miejscowość | Konkurencja            | Wynik   | Strata  | Zwyciężczyni     |
| ------- | --------- | ---- | ----------- | ---------------------- | ------- | ------- | ---------------- |
| 5.      | 13 lutego | 1986 | Lake Placid | 5 km stylem klasycznym | 16:10,1 | +27,1   | Lubow Jegorowa   |
| 2.      | 15 lutego | 1986 | Lake Placid | Sztafeta 3 × 5 km      | 47:08,6 | +15,2   | Norwegia         |
| 11.     | 17 lutego | 1986 | Lake Placid | 15 km stylem dowolnym  | 43:43,8 | +2:47,1 | Gaby Nestler     |
| 1.      | 4 lutego  | 1987 | Asiago      | 5 km stylem klasycznym | 14:18,4 | -       | -                |
| 1.      | 6 lutego  | 1987 | Asiago      | Sztafeta 3 × 5 km      | 41:26,9 | -       | -                |
| 4.      | 8 lutego  | 1987 | Asiago      | 15 km stylem dowolnym  | 39:59,0 | +1:04,7 | Jelena Trubicyna |
| 1.      | 3 lutego  | 1988 | Saalfelden  | 5 km stylem klasycznym | 14:33,6 | -       | -                |
| 2.      | 6 lutego  | 1988 | Saalfelden  | Sztafeta 3 × 5 km      | 43:06,5 | +41,8   | NRD              |
| 7.      | 7 lutego  | 1988 | Saalfelden  | 15 km stylem dowolnym  | 40:30,7 | +1:41,5 | Gabriele Heß     |

### Puchar Świata

#### Miejsca w klasyfikacji generalnej
- sezon 1986/1987: 41.
- sezon 1987/1988: 43.
- sezon 1988/1989: 29.
- sezon 1989/1990: 27.
- sezon 1991/1992: 40.
- sezon 1992/1993: 66.

#### Miejsca na podium
Bondariewa nigdy nie stała na podium zawodów PŚ.